# Das Traumschiff: Macau
Das Traumschiff: Macau ist ein deutscher Fernsehfilm des ZDF aus dem Jahr 2015. Es ist die 74. Folge der Fernsehreihe Das Traumschiff. Regie führte Hans-Jürgen Tögel.
Die Erstausstrahlung war in Deutschland und Österreich zeitgleich, am Samstag, dem 26. Dezember 2015, zur Hauptsendezeit im ZDF und im Programm von ORF 2.

## Handlung
Klaus Hansen befindet sich mit seiner Partnerin Marion Dollinger auf seiner Jacht. Er sorgt dafür, dass Marion, auf die er eine hohe Lebensversicherung abgeschlossen hat, über Bord geht und fährt einfach weiter. Marion, die eine Rettungsweste trug, wird nach mehr als 28 Stunden im Wasser treibend von der Amadea und deren Kapitän Burger gerettet und fährt mit nach Macau. Dort wird sie von ihrem Mann empfangen, der ihr frech ins Gesicht lügt. Marion, die einen leisen Verdacht hegt, überredet Klaus, dass sie mit der Amadea zurück nach Hause fahren. Nachdem Marion in einem Telefonat Kenntnis davon erlangt hat, dass ihre Firma durch die Schuld ihres Mannes pleite ist, ist Klaus fest entschlossen, seine Frau über Bord zu stoßen und es nach Selbstmord aussehen zu lassen, doch Kapitän Burger kann diesen Plan im letzten Moment vereiteln.
Der kleine Max Jensen hat die Kreuzfahrt auf der Amadea bei einem Vorlesewettbewerb gewonnen. Zusammen mit seiner von seinem Vater geschiedenen Mutter Anna tritt er die Reise an. Als Anna kurz vor der Abfahrt erfährt, dass ihre Freundin Vera wegen einer Erkrankung nicht – wie geplant – mitkommen kann, will sie plötzlich nicht mehr fahren. Doch es ist zu spät, das Schiff hat schon abgelegt. Im späteren Verlauf stellt sich heraus, dass Anna Analphabetin ist und dies außer Vera niemand weiß, auch ihr Sohn nicht. Sie findet immer Ausreden, um ihre Schwäche zu verbergen. Schiffsarzt Dr. Sander kann sie jedoch bei einer Untersuchung nicht täuschen. Mutter und Sohn machen auf der Reise die Bekanntschaft des Buchautors Daniel Sebaldt. Beide fühlen sich zueinander hingezogen und auch Max versteht sich ausnehmend gut mit Daniel. Doch Anna hast Angst, als Analphabetin ausgerechnet mit einem Autor zusammen zu sein. Nachdem sie während eines Ausflugs in Macau dann aber im Meer in Not gerät, weil sie das Warnschild „Starke Strömung“ nicht lesen konnte und im letzten Moment von Max und Daniel gerettet werden kann, rät ihr Dr. Sander dazu, ihrem Sohn ihr Geheimnis anzuvertrauen. Dies tut sie schließlich und fasst wenig später auch den Mut, Daniel von ihrem Handicap zu erzählen und ihm gleichzeitig ihre Liebe zu gestehen.
Schiffsreinigungskraft Nadja ist mit einem Kollegen aus der Küche, dem Koreaner Kim zusammen. Marco Reuter, der als Gastronomieleiter neu an Bord ist, nutzt seine Position aus, um Kim zu entlassen, indem er die Schuld an einer offen gelassenen Tür zum Kühlraum auf ihn schiebt, obwohl nicht klar ist, wer die Tür offengelassen hat. Es entsteht ein Schaden von 10.000 €, da die meisten Lebensmittel ungenießbar geworden sind. Marco Reuter wird vom Kapitän mit der Aufgabe betraut, in Macau neue Lebensmittel zu kaufen und erhält dafür die notwendigen 10.000 €. Reuter, der früher einmal spielsüchtig war, kann dann auch an einem der für seine Casinos bekannten Stadt nicht vorbeigehen. Er schafft es jedoch, der Versuchung zu widerstehen, zu spielen und flieht fast aus dem Casino. Dabei fällt ihm jedoch der Umschlag mit dem Geld hinunter, der von Nadja, die zur selben Zeit im Casino ist, aufgehoben wird. Sie gibt Kim das Geld unter dem Vorwand, es sei von ihrer Familie, da er es braucht, um seinen Bruder freizukaufen. Kim ahnt jedoch, dass etwas mit dem Geld nicht stimmt, und will es nicht annehmen. Nachdem Kapitän Burger die Überwachungsvideos des Casinos einsehen durfte, ist ihm alles klar, er wartet jedoch ab und tatsächlich kommt es zu einer Gelegenheit, bei der Nadja dem Kapitän den Diebstahl gesteht und das Geld zurückgibt. Kim und auch Nadja und Marco dürfen letztlich weiterhin auf dem Schiff arbeiten.

## Hintergrund

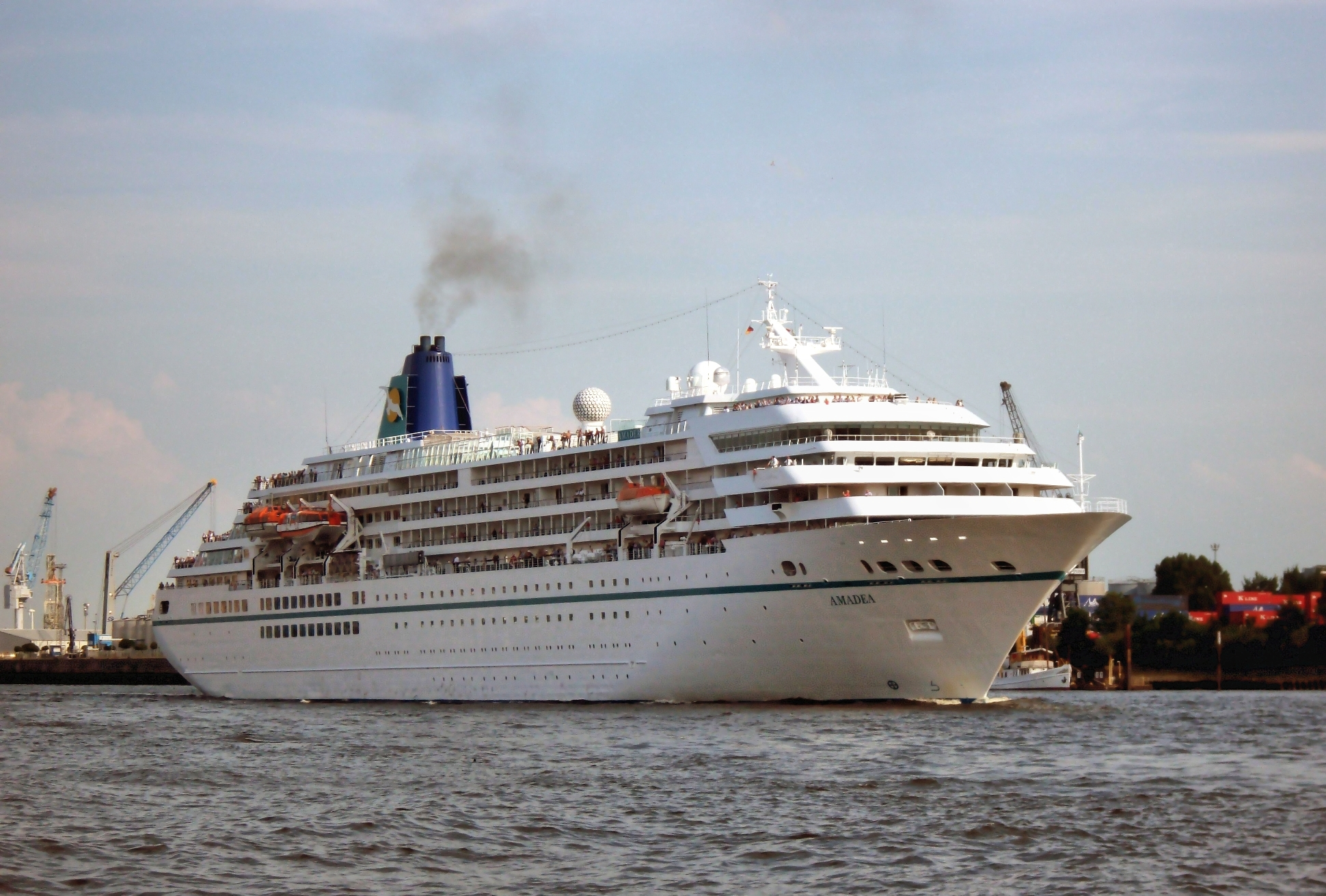
Die Amadea

Dies ist die erste Folge auf dem neuen Schiff Amadea, dem fünften Schiff der Traumschiff-Reihe. Von 1981 bis 1984 drehte man auf der Vistafjord und der Astor, ab 1986 dann auf der Berlin und ab 1999 auf der Deutschland.
Macau ist eine circa 50 Kilometer westlich von Hongkong gelegene Sonderverwaltungszone der Volksrepublik China und reich an Sehenswürdigkeiten aus der Kolonialzeit. Eine der Haupterwerbsquellen sind Glücksspiele, die dort legal sind, wofür zahlreiche Casinos zur Verfügung stehen. Die historische Altstadt von Macau wurde von der UNESCO 2005 in die Liste als Weltkulturerbe aufgenommen.

## Rezeption

### Einschaltquoten
Bei der deutschen Erstausstrahlung im ZDF schalteten 6,09 Millionen Menschen ein, was einem Marktanteil von 19,3 % beim Gesamtpublikum entsprach. Bei den Jüngeren zwischen 14 und 49 Jahren schalteten insgesamt 1,16 Millionen (10,6 % Marktanteil) ein.

### Kritik
Für Prisma bot der Film „ein bisschen Komik, ein bisschen Melodram“. Weiter hieß es:  Auf der Herz-Schmerz-Schiene haben die Autoren (unter anderem der vielseitige Jürgen Werner) ein wenig beim Film ‚Der Vorleser‘ gekiebitzt.